# Manuel Murguía
Manuel Martínez Murguía (O Froxel, Arteixo 1833 - la Corunya 1923) fou un escriptor i historiador gallec, i un dels teoritzadors del galleguisme polític.

## Biografia
Estudià humanitats i llatí a Santiago de Compostel·la el 1850, on coincidiria amb Eduardo Pondal, Aurelio Aguirre i altres escriptors gallecs. Marxà a Madrid a acabar la carrera i es relacionà amb Gustavo Adolfo Bécquer. Es casà amb Rosalía de Castro el 1858, a qui encoratjà a escriure en gallec, i fou un dels principals promotors del Rexurdimento gallec.
Del 1860 al 1875 ocupà el càrrec de director de l'Arxiu General de Galícia, i el 1880 fou nomenat Cronista del Regne. El 1886 el Certame Literario Musical de Pontevedra, presidit per ell, defensà públicament l'ús del gallec, cosa que es considera l'inici del regionalisme gallec. També va fer publicarla revista Galicia, des d'on defensà un regionalisme progressista i liberal. El 1888 publicaria El regionalismo gallego, influït per Francesc Cambó, on planteja les primeres reivindicacions de caràcter liberal i rep aviat suport dels gallecs de l'Havana, dirigits per Waldo Álvarez Insúa. Així, el 1889 es fundaria a Santiago l'Asociación Rexionalista Galega, de la qual Murguía en fou nomenat president, i de la que en formarien part Alfredo Brañas, Bárcia Caballero, Cabeza de León, José Tarrío García, José Pereiro Romero, Fernández Suárez, Arias Sanjurjo, Barreiro Costaya, Enrique Léns i Portal González. Publicaren el diari La Patria Gallega, però el 1895 trencà amb el grup per diferències amb Brañas. Així i tot, quan el 1898 s'organitzà una Liga Rexionalista Galega
en fou nomenat president honorari. Tanmateix, el seu regionalisme era de caràcter culturalista i no va obtenir gaire suport popular, tot i que se'l considera el pare teòric.
En ésser fundada la Real Academia Galega (1906) per Valentín Lamas Carvajal i altres, en fou nomenat president.

## Obra

### Llibres
- La primera luz, Vigo, Juan Compañel, 1860.
- Diccionario de escritores gallegos, Vigo, Juan Compañel, 1862.
- De las guerras de Galicia en el siglo XV y de su verdadero carácter, A Coruña, 1861.
- Historia de Galicia, T. I, Lugo, Soto Freire,1865, T. II, Lugo, Soto Freire, 1866, T. III, A Coruña, Libr. de Andrés Martínez Salazar, 1888, Tomo IV, A Coruña, Libr. de E. Carré Aldao, 1891, T.V, A Coruña, 1911.
- Memoria relativa al Archivo Regional de Galicia, A Coruña, 1871.
- Biografía del P. M. Fr. Benito Gerónimo Feijóo, Santiago, Est. Tip. de El Diario, 1876.
- El foro, Madrid, Libr. de Bailly Bailliere, 1882.
- El arte en Santiago durante el siglo XVIII y noticia de los artistas que florecieron en dicha ciudad y centuria, Madrid, Est. Tip. de Fernando Fé, 1884.
- Los Precursores, A Coruña, Latorre y Martínez Editores, Biblioteca Gallega, 1886.
- Galicia, Barcelona, Daniel Cortezo, 1888.
- El regionalismo gallego, La Habana, Imp. La Universal, 1889.
- En prosa, (Contén a novela El puñalito), A Coruña, 1895.
- Don Diego Gelmírez, A Coruña, Imprenta y Librería de Carré, 1898.
- Los trovadores gallegos, A Coruña, Imp. de Ferrer, 1905.
- Apuntes históricos de la provincia de Pontevedra, folletín de La Temporada, Mondariz, Imp. del Establecimiento, 1913.
- Politica y sociedad en Galicia, Madrid, Akal, Arealonga, 8, 1974, ed. de X. Alonso Montero

### Narracions
- "Un can-can de Musard" (conte), 1853.
- "Un artista" (Conte), Madrid, 1853; co título de Ignotus in Los Precursores (1886).
- "Desde el cielo", (novel·la), Madrid, La Iberia, 1854; Vigo, Imp. de La Oliva, 1856; Madrid, Biblioteca de Escritores Gallegos, 1910.
- "Luisa" (conte), Madrid, 1855 e A Coruña, 1862.
- La Virgen de la Servilleta, (novel·la), Madrid, 1855.
- El regalo de boda (novel·la), La Iberia, Madrid, 1855.
- Mi madre Antonia, (novel·la), Vigo, La Oliva, 1856.
- Don Diego Gelmírez,(novel·la) Madrid, La Oliva, 1856.
- El ángel de la muerte, (novel·la), Madrid, La Crónica, 1857.
- La mujer de fuego (novel·la), Madrid, 1859.

### Poemes
- "Nena d'as soledades" (poema), La Oliva, 27-2-1856.
- "Madrigal" (poema), La Oliva, 8-3-1856.
- "La flor y el aire" (poema), La Oliva, 19-3-1856.
- "A una paloma" (poema), La Oliva, 3-5-1856.
- "A las ruínas del Castillo de Altamira" (poema), La Oliva, 31-5-1856.
- "En un Álbum", (poema), La Oliva, 31-5-1856.
- "Al partir"(poema), Galicia (A Coruña), 1862, páx. 39.
- Tres poemes a l'antologia El Álbum de la Caridad, A Coruña, 1862: "Madrigal", "Nena d'as soledades" e "Gloria".
- "Sueños dorados" (poema), en García Acuña (177) e antes no Álbum de El Miño.
- "Ildara de Courel", (poema), en García Acuña (177-178).
- "Soneto de Pardo de Cela", (poema), en García Acuña (179).
- "Los versos fueron mi ilusión primera" (poema de 1903), en Naya (1950: 104).

### Articles al butlletí de la Real Academia Galega
- "Discurso del Sr. Académico Presidente D. Manuel Murguía", (na sesión inaugural da Academia), BRAG, 6-7, 1906, pp. 125-129.
- "De los primeros documentos en gallego", BRAG, 9, 1907, pp. 193-196.
- "Descripción de la ciudad de La Coruña en los primeros años del siglo XVII", BRAG, 10, 1907, pp. 219-221.
- "La isla de Cortegada", BRAG, 14, 1907, pp. 30-35.
- "Discurso-Contestación por el Sr. D. Manuel Murguía"(a Parga Sanjurjo), BRAG, 16 e 17, 1907, pp. 96-110.
- "En memoria del primer presidente de la Asociación Iniciadora y Protectora de la Real Academia Gallega", BRAG, 19, 1908, pp. 137-138.
- "Aurelio Aguirre", BRAG, 20, 1908, pp. 144-146.
- "¿Cuándo se generalizó el cultivo del maíz en Galicia?", BRAG, 22, 1909, pp. 210-215.
- "Sentencia dictada por Fernán Pérez/.../", BRAG, 30, 1909, páx. 134.
- "D. José Ojea", BRAG, 31, 1909, pp. 166-167.
- "De Folk-lore. Dama Gelda", BRAG, 38, 1910, pp. 37-40.
- "D. José Villaamil y Castro", BRAG, 38, 1910, pp. 41-42.
- "Mensaje de la Academia", BRAG, 41, 1910, pp. 118-121.
- "D. Ramón Pérez Costales", BRAG, 43, 1911, pp. 170-172.
- "Que se fuese...", BRAG, 45, 46, 47, 1911, pp. 209-212, 233-237 e 257-260.
- "Necrología", BRAG, 48, 1911, pp. 301-303.
- "Don Ramón Bernárdez", BRAG, 47, 1911, pp. 277-278.
- "Cumple en estos momentos la Real Academia Gallega...", BRAG, 50, 1911, pp. 26-27.
- "Hablando cierto día...", BRAG, 50, 1911, pp. 40-50.
- "Discurso de D. Manuel Murguía" (lido o 15-9-1911 con motivo do centenario de Pastor Díaz), BRAG, 51 e 52, 1911, pp. 99-103.
- "D. Juan Fernández Latorre", BRAG, 59, 1912, pp. 262-263.
- "Constituciones de la Cofradía de Santa Tecla de la villa de la Guardia", BRAG, 63, 64, 65, 1912, pp. 57-61, 89-94 e 113-119.
- "El torques de Centroña", BRAG, 66, 1912, pp. 137-139.
- "Un episcopologio compostelano del siglo XVI", BRAG, 68, 69 e 70, 1913, pp. 185-188, 209-212 e 237-241.
- "Excmo Sr. D. Adriano Pérez Morillo", BRAG, 70, 1913, pp. 234-235.
- "Prudencio Canitrot", BRAG, 70, 1913, pp. 235-236.
- "Elogio de Curros Enríquez", BRAG, 71, 1913, pp. 263-265.
- "El del Banquete", "El de la velada" (Discursos na Homenaxe a Murguía co gallo do seu 80 aniversario), BRAG, 73, 1913, pp. 27-28 e páx. 29.
- "Discurso de D. Manuel Murguia" (lido na velada celebrada na Coruña o 8 de abril de 1914 con motivo do 6º aniversario do pasamento de Curros), BRAG, 82, 1914, pp. 271-272.
- "Victor Said Armesto", BRAG, 86, 1914, pp.17-19.
- "De Folk-lore. O Canouro", BRAG, 86, 1914, pp.29-30.
- "¿Qué he de decir de ti en este momento?" (Palabras no 7º aniversario do pasamento de Curros), BRAG, 92, 1915, páx. 184.
- "Juan de Orleáns", BRAG, 96, 1915, pp. 281-282.
- "De folk-lore. Nuestro folk-lore", BRAG, 99, 1915, pp. 65-67.
- "Don José Salgado", BRAG, 108, 1915, pp. 294-295.
- "Señoras e señores" (Discurso pronunciado na Festa da poesía galega de Homenaxe a Rosalía), BRAG, 110, 1916, pp. 29-30.
- "Don José Cornide y sus versos en gallego", BRAG, 114 e 115, 1917, pp. 162-169 e 179-182.
- "José Castro Chané", BRAG, 115, 1917, páx. 178 e in DURÁN (1998: 309-310).
- "Don Eduardo Pondal", BRAG, 116, 1917, pp. 201-210.
- "Manuel Núñez González", BRAG, 116, 1917, páx. 211.
- "En este día, siempre de dolor" (Palabras no 9º aniversario do pasamento de Curros), BRAG, 116, 1917, páx. 213.
- "Sin duda, amigos míos"(Palabras para a inauguración do Monumento a Rosalía en Compostela), BRAG, 120, 1917, pp. 313-314.
- "Don Eladio Oviedo y Arce", BRAG, 124, 1918, pp. 89-90.
- "Aquí estamos de nuevo" (Homenaxe a Curros, Pondal e Chané), BRAG, 124, 1918, pp. 97-98.
- "Don Ángel Barros Freire", BRAG, 128, 1919, páx. 204.
- "Excmo Sr. D. Antolín López Peláez", BRAG, 129, 1919, pp. 233-234.
- "Un episodio de nuestra Guerra de la Independencia", BRAG, 132, 1919, pp. 326-329.
- "Fué una mañana primaveral", BRAG, 150, 1923, páx. 243.
- "Eduardo Pondal e a sua obra", BRAG, 248, 1933, pp. 184-192.